# Institut supérieur international du parfum, de la cosmétique et de l’aromatique alimentaire
Das Institut supérieur international du parfum, de la cosmétique et de l’aromatique alimentaire (ISIPCA) ist eine berufsbildende Einrichtung auf dem Campus der Universität Versailles. Es wurde 1970 auf Initiative von Jean-Jacques Guerlain (1906–1997) gegründet. Sein Träger ist die Industrie- und Handelskammer der Region Île-de-France. Das ISIPCA ist Mitglied des Hochschulverbunds Université Paris-Seine.

## Diplome ISIPCA
- Bachelor of Science
- sechs Masters Forschung Ingenieurwissenschaft
- sechs Masters Professional Ingenieurwissenschaft
- Mastère spécialisé Sicherheit und internationale Bestimmungen für Parfums und Kosmetikprodukte[3]
- Massive Open Online Course[4].
- European Fragrance and Cosmetics Master, in Kooperation mit der Universität Versailles und der Universität Padua[5]

## Forschung und Graduiertenkolleg
- Parfüm,
- Kosmetika,
- Geschmack.

## Absolventen
- Francis Kurkdjian, französischer Parfümeur armenischer Herkunft.
- Annick Menardo, französische Parfümeurin.